# Tennis in the Land 2022
Tennis in the Land 2022 là một giải quần vợt nữ chuyên nghiệp thi đấu trên mặt sân cứng ngoài trời tại Jacobs Pavilion. Đây là lần thứ 2 giải đấu được tổ chức và diễn ra ở Cleveland, Ohio. Giải đấu là một phần của WTA 250 trong WTA Tour 2022.

## Điểm và tiền thưởng

### Phân phối điểm
| Sự kiện | VĐ  | CK  | BK  | TK | Vòng 1/16 | Vòng 1/32 | Q  | Q2 | Q1 |
| Đơn nữ  | 280 | 180 | 110 | 60 | 30        | 1         | 18 | 12 | 1  |
| Đôi nữ  | 280 | 180 | 110 | 60 | 1         | —         | —  | —  | —  |

### Tiền thưởng
| Sự kiện | VĐ      | CK      | BK      | TK     | Vòng 1/16 | Vòng 1/321 | Q2     | Q1     |
| Đơn nữ  | $31,000 | $18,037 | $10,100 | $5,800 | $3,675    | $2,675     | $1,950 | $1,270 |
| Đôi nữ* | $10,800 | $6,300  | $3,800  | $2,300 | $1,750    | —          | —      | —      |

1Tiền thưởng vượt qua vòng loại cũng là tiền thưởng vòng 1/32.

*mỗi đội

## Nội dung đơn

### Hạt giống
| Quốc gia | Tay vợt               | Xếp hạng1 | Hạt giống |
| -------- | --------------------- | --------- | --------- |
| CZE      | Barbora Krejčiková    | 19        | 1         |
| ITA      | Martina Trevisan      | 26        | 2         |
|          | Ekaterina Alexandrova | 27        | 3         |
| BEL      | Elise Mertens         | 33        | 4         |
| ROU      | Irina-Camelia Begu    | 34        | 5         |
| FRA      | Caroline Garcia       | 35        | 6         |
|          | Aliaksandra Sasnovich | 36        | 7         |
| FRA      | Alizé Cornet          | 37        | 8         |

- Bảng xếp hạng vào ngày 15 tháng 8 năm 2022.[4]

### Vận động viên khác
Đặc cách:
- Lauren Davis
- Sofia Kenin
- Barbora Krejčíková
- Peyton Stearns

Vượt qua vòng loại:
- Dalayna Hewitt
- Eri Hozumi
- Laura Siegemund
- Harmony Tan

Thua cuộc may mắn:
- Francesca Di Lorenzo
- Iryna Shymanovich
- Marcela Zacarías

### Rút lui
Trước giải đấu
- Caroline Garcia → thay thế bởi  Iryna Shymanovich
- Camila Giorgi → thay thế bởi  Magda Linette
- Kaia Kanepi → thay thế bởi  Aleksandra Krunić
- Ann Li → thay thế bởi  Camila Osorio
- Elise Mertens → thay thế bởi  Marcela Zacarías
- Anastasia Potapova → thay thế bởi  Francesca Di Lorenzo
- Shelby Rogers → thay thế bởi  Dayana Yastremska

## Nội dung đôi

### Hạt giống
| Quốc gia | Tay vợt                  | Quốc gia | Tay vợt            | Xếp hạng1 | Hạt giống |
| -------- | ------------------------ | -------- | ------------------ | --------- | --------- |
| CZE      | Barbora Krejčiková       | CZE      | Kateřina Siniaková | 10        | 1         |
| USA      | Nicole Melichar-Martinez | AUS      | Ellen Perez        | 62        | 2         |
| JPN      | Shuko Aoyama             | TPE      | Chan Hao-ching     | 64        | 3         |
| KAZ      | Anna Danilina            | SRB      | Aleksandra Krunić  | 66        | 4         |

- Bảng xếp hạng vào ngày 15 tháng 8 năm 2022.

### Vận động viên khác
Đặc cách:
- Francesca Di Lorenzo  /  Marcela Zacarías
- Dalayna Hewitt /  Peyton Stearns

### Rút lui
Trước giải đấu
- Alexa Guarachi /  Andreja Klepač → thay thế bởi  Elixane Lechemia /  Julia Lohoff
- Eri Hozumi /  Makoto Ninomiya → thay thế bởi  Han Xinyun /  Eri Hozumi
- Anastasia Potapova /  Yana Sizikova → thay thế bởi  Mayar Sherif /  Yana Sizikova
- Xu Yifan /  Yang Zhaoxuan → thay thế bởi  Ingrid Gamarra Martins /  Emily Webley-Smith

## Nhà vô địch

### Đơn
- Liudmila Samsonova đánh bại  Aliaksandra Sasnovich 6–1, 6–3

### Đôi
- Nicole Melichar-Martinez /  Ellen Perez đánh bại  Anna Danilina /  Aleksandra Krunić 7–5, 6–3